# Hobbitul (serie de filme)
Hobbitul, denumire originală The Hobbit, este un film fantastic din trei părți regizat de Peter Jackson. Este o adaptare a romanului cu același nume din 1937 scris de J. R. R. Tolkien și un prequel al trilogiei  Stăpânul inelelor. Peter Jackson care a regizat această trilogie revine cu acestă nouă serie de filme atât ca regizor, cât și ca scenarist și producător.
Prima parte a filmului, O călătorie neașteptată a avut premiera la 28 noiembrie 2012 în Noua Zeelandă. Partea a doua, Dezolarea lui Smaug, a avut premiera la 2 decembrie 2013 în Noua Zeelandă. Partea a treia Bătălia celor cinci armate a apărut la sfârșitul anului 2014.

## Distribuția
- Martin Freeman este Bilbo Baggins[2]
- Ian McKellen este Gandalf, vrăjitorul[3][4]
- Benedict Cumberbatch este Smaug / Necromancer
- Richard Armitage este Thorin[2]
- Graham McTavish este Dwalin[5]
- Ken Stott este Balin[6]
- Aidan Turner este Kíli[5][7]
- Dean O'Gorman este Fíli[8]
- Mark Hadlow este Dori[5]
- Jed Brophy este Nori[6]
- Adam Brown este Ori[9]
- John Callen este Óin[5]
- Peter Hambleton este Glóin[5]
- William Kircher este Bifur[6]
- James Nesbitt este Bofur[9]
- Stephen Hunter este Bombur[5]
- Andy Serkis este Gollum/Sméagol[10]
- Mikael Persbrandt este Beorn[6]
- Cate Blanchett este Galadriel[6]
- Christopher Lee este Saruman the White[11]
- Sylvester McCoy este Radagast the Brown[12]
- Jeffrey Thomas este Thrór[13]
- Mike Mizrahi este Thráin II[13]
- Ian Holm este Older Bilbo Baggins[14]
- Elijah Wood este Frodo Baggins[15]
- Ryan Gage este Drogo Baggins[6]
- Orlando Bloom este Legolas[16]
- Bret McKenzie este Lindir[17]

## Legături externe
- http://www.cinemagia.ro/filme/the-hobbit-an-unexpected-journey-24498/
- Site web oficial
- Official studio blog
- The Hobbit: An Unexpected Journey la Internet Movie Database
- The Hobbit: An Unexpected Journey la AllRovi
- The Hobbit: An Unexpected Journey la Rotten Tomatoes
- The Hobbit: An Unexpected Journey la Box Office Mojo

- The Hobbit: There and Back Again la Internet Movie Database
- The Hobbit: There and Back Again la AllRovi
- The Hobbit: There and Back Again la Rotten Tomatoes
- The Hobbit: There and Back Again la Box Office Mojo